# Nicolas Ouédec
Nicolas Ouédec (Lorient, 28 ottobre 1971) è un ex calciatore francese, di ruolo attaccante.

## Carriera

### Club
Ha giocato nel Nantes a partire dal 1989 ed affermandosi presto come perno dell'attacco dei canarini: ha vinto la classifica dei cannonieri del Campionato francese 1993-1994 (segnando 20 reti, a pari merito con Boli e Djorkaeff), la stagione successiva con le sue 18 segnature è stato decisivo nella vittoria del Campionato 1994-95 da parte del Nantes; nella stagione seguente con le sue 5 reti contribuisce nell'approdo dei giallo-verdi alla semifinale di Champions League (dove furono eliminati dalla Juventus, poi vincitrice del trofeo).
Nell'estate 1996 si trasferisce agli spagnoli dell'Espanyol, segnando 17 reti in due stagioni. Dal 1998 torna in patria indossando le maglie di Paris Saint-Germain e Montpellier. Nel 2001 passa ai belgi del La Louviere. Dal 2002 diventa uno dei primi calciatori francesi a trasferirsi nel Campionato cinese, giocando con il Dalian (con cui vince il campionato) e poi con lo Shandong (vincendo la Coppa di Cina.)

### Nazionale
Tra il 1993 ed il 1997 ha fatto parte della Nazionale francese con la quale ha disputato 7 partite segnando una rete (nel 1996 in amichevole contro il Messico). Fece parte della rosa transalpina che vinse la Kirin Cup nel 1994 e di quella che partecipò al Torneo di Francia, quadrangolare del 1997.

## Statistiche

### Cronologia presenze e reti in Nazionale
| Cronologia completa delle presenze e delle reti in nazionale ― Francia | Cronologia completa delle presenze e delle reti in nazionale ― Francia | Cronologia completa delle presenze e delle reti in nazionale ― Francia | Cronologia completa delle presenze e delle reti in nazionale ― Francia | Cronologia completa delle presenze e delle reti in nazionale ― Francia | Cronologia completa delle presenze e delle reti in nazionale ― Francia | Cronologia completa delle presenze e delle reti in nazionale ― Francia | Cronologia completa delle presenze e delle reti in nazionale ― Francia |
| Data                                                                   | Città                                                                  | In casa                                                                | Risultato                                                              | Ospiti                                                                 | Competizione                                                           | Reti                                                                   | Note                                                                   |
| ---------------------------------------------------------------------- | ---------------------------------------------------------------------- | ---------------------------------------------------------------------- | ---------------------------------------------------------------------- | ---------------------------------------------------------------------- | ---------------------------------------------------------------------- | ---------------------------------------------------------------------- | ---------------------------------------------------------------------- |
| 29-5-1994                                                              | Tokyo                                                                  | Giappone                                                               | 1 – 4                                                                  | Francia                                                                | Kirin Cup 1994                                                         | -                                                                      | 72’                                                                    |
| 8-10-1994                                                              | Saint-Étienne                                                          | Francia                                                                | 0 – 0                                                                  | Romania                                                                | Qual. Euro 1996                                                        | -                                                                      | 71’                                                                    |
| 16-11-1994                                                             | Zabrze                                                                 | Polonia                                                                | 0 – 0                                                                  | Francia                                                                | Qual. Euro 1996                                                        | -                                                                      | 77’                                                                    |
| 18-1-1995                                                              | Lilla                                                                  | Paesi Bassi                                                            | 0 – 1                                                                  | Francia                                                                | Amichevole                                                             | -                                                                      | 67’                                                                    |
| 29-3-1995                                                              | Ramat Gan                                                              | Israele                                                                | 0 – 0                                                                  | Francia                                                                | Qual. Euro 1996                                                        | -                                                                      | 55’ 66’                                                                |
| 31-8-1996                                                              | Parigi                                                                 | Francia                                                                | 2 – 0                                                                  | Messico                                                                | Amichevole                                                             | 1                                                                      | 64’                                                                    |
| 7-6-1997                                                               | Montpellier                                                            | Francia                                                                | 0 – 1                                                                  | Inghilterra                                                            | Torneo di Francia                                                      | -                                                                      | 63’                                                                    |
| Totale                                                                 |                                                                        | Presenze                                                               | 7                                                                      |                                                                        | Reti                                                                   | 1                                                                      |                                                                        |

## Palmarès

### Club
- Campionato francese: 1

Nantes: 1994-1995
- Supercoppa francese: 1

Paris Saint-Germain: 1998

### Individuale
- Capocannoniere della Ligue 1: 1

1993-1994 (20 gol)